# Força Europea Demòcrata
La Força Europea Demòcrata (en francès, Force européenne démocrate, FED) és un partit polític de centre-dreta de França fundat al juliol de 2012 per Jean-Christophe Lagarde i altres dissidents de Els Centristes que s'oposaven al lideratge d'Hervé Morin. És membre de la Unió dels Demòcrates i Independents.
- Diputats: Jean-Christophe Lagarde, François Rochebloine, André Santini i François Sauvadet
- Senadors: Vincent Capo-Canellas, Hervé Marseille, Michel Mercier i Yves Pozzo di Borgo
- Presidents de consells generals: François Sauvadet (Côte-d'Or) i Danielle Chuzeville (Roine)